# 創造者 (クルアーン)
『創造者』（そうぞうしゃ）とは、クルアーンにおける第35番目の章（スーラ）。45の節（アーヤ）から成る。